# Provincetown (condado de Barnstable)
Provincetown es un lugar designado por el censo ubicado en el condado de Barnstable en el estado estadounidense de Massachusetts. En el Censo de 2010 tenía una población de 2.642 habitantes y una densidad poblacional de 194,86 personas por km².

## Geografía
Provincetown se encuentra ubicado en las coordenadas 42°3′24″N 70°10′42″O / 42.05667, -70.17833. Según la Oficina del Censo de los Estados Unidos, Provincetown tiene una superficie total de 13.56 km², de la cual 4.63 km² corresponden a tierra firme y (65.86%) 8.93 km² es agua.

## Demografía
Según el censo de 2010, había 2.642 personas residiendo en Provincetown. La densidad de población era de 194,86 hab./km². De los 2.642 habitantes, Provincetown estaba compuesto por el 91.18% blancos, el 4.2% eran afroamericanos, el 0.61% eran amerindios, el 0.61% eran asiáticos, el 0% eran isleños del Pacífico, el 1.7% eran de otras razas y el 1.7% pertenecían a dos o más razas. Del total de la población el 4.62% eran hispanos o latinos de cualquier raza.